# شیان اچ-۲۰
شیان اچ-۲۰ (به انگلیسی: Xian H-20) یک هواگرد ساختِ کارخانهٔ شرکت صنعتی هواگردسازی شیان در کشور جمهوری خلق چین است. نخستین استفاده‌کنندهٔ این هواگرد نیروی هوایی ارتش آزادی‌بخش خلق بوده‌است.